# Это Англия ’88
«Это Англия 88» (англ. This Is England’88) — трагикомедийный мини-сериал (3 части по 50 минут) Джека Торна и Шейна Медоуза. Является продолжением фильма «Это Англия» и мини-сериала «Это Англия ’86». Сюжет фильма разворачивается в английском городке на Рождество 1988 года и рассказывает о судьбе бывших членов банды английских скинхедов. Мировая премьера состоялась 12 декабря 2011 года. Съёмки продолжения сериала «Это Англия '88» под названием «Это Англия ’90» были начаты в начале 2012 года, но в июле 2012 года, Шейн Медоуз заявил, что производство было приостановлено. В октябре 2014 года, телеканал Channel 4 объявил, что съемки возобновлены в Шеффилде и сериал из четырех эпизодов выйдет в эфир в 2015 году.

## Сюжет
Все события происходят в Великобритании, на Рождество 1988 года, ровно через два с половиной года после событий сериала «Англия ’1986». Основной сюжетной линией сериала остаются взаимоотношения Лол и Вуди, которые пытаются устроить свою жизнь после того, как они покинули банду. Лол винит себя в измене и в рождении ребёнка от Милки и в конце концов совершает попытку самоубийства. Вуди заводит семью с новой подругой и строит карьеру на работе. Сюжетная линия Шона в сериале отведена на второй план. Шон посещает театральный кружок, где знакомится с новой девушкой, с которой он играет главную роль в рождественском спектакле. При этом Шон до сих пор в отношениях с Смелл, с которой он вырос рядом. В последней серии Смелл застает Шона в постели с его новой избранницей и бросает его. Остальные сюжетные линии практически исчезают, а другие персонажи практически не раскрываются. Они становятся фоном на котором разворачивается драма взаимоотношений любовного треугольника Вуди, Лол и Милки. В конечном итоге попытка суицида Лол собирает всю компанию снова вместе.

## В ролях
- Томас Тургус — Шон,
- Джозеф Гилган — Вуди,
- Вики МакКлюр — Лол,
- Стивен Грэм — Комбо,
- Эндрю Шим — Милки,
- Розамунд Хансон — Смелл,
- Шанель Крессвелл — Келли,
- Джо Хартли — Синтия
- Эндрю Эллипс — Гаджет
- Майкл Сока — Харви
- Ханна Уолтерс — Труди
- Перри Бенсон — Мегги
- Джордж Ньютон — Банджо

## Награды и номинации
Сериал получил награду за лучший мини-сериал 2012 год — BAFTA (TV), а также номинацию за лучшую мужскую Джозеф Гилгана (Вуди) и второй раз подряд номинацию за лучшую женскую роль в Вики МакКлюр (Лол).

## Критика
Писатель, журналист и ТВ-критик Пэдди Шенан в своей рецензии для Liverpool Echo называл «Это Англия '88» лучшим сериалом 2011 года. А ТВ-критик Хью Монтгомери в своей статье для The Independent нашел все страдания, которыми насыщен сериал «более раздражающими».